# Кухдоман
Кухдома́н (тадж. Кӯҳдоман) — село у складі Хатлонської області Таджикистану. Входить до складу Ватанського джамоату Фархорського району.
Село розташоване на річці Кизилсу.
Назва означає гірська окраїна. Колишня назва — Майда-Патта, сучасна з 29 березня 2012 року.
Населення — 2336 осіб (2010; 2365 в 2009).